# 許景澄
許景澄（1845年10月22日—1900年7月28日），原名癸身，字倬畇，號竹篔，一號竹筠，浙江嘉興縣人，晚清政治家、外交家。庚子被禍五大臣之一。

## 生平
道光二十五年（1845年）九月廿二日，許景澄出生于浙江嘉兴府城东甪里街附近祖宅。同治七年（1868年）中進士，選庶吉士，授翰林院編修。景澄深諳時事，經由大學士文祥以其才可任使節，向上推薦。光緒六年（1880年），召命其出使日本，因父喪丁憂，未能成行。守喪結束後，補授侍講。光緒十年（1884年），許景澄出使法、德、意、荷、奧五國。次年，兼任駐比利時公使。出使期間，負責勘驗、接收「定遠」等艦，並親赴造船廠調查，撰成《外國師船表》，疏清朝廷，建議加強海防。
光緒十六年（1890年），再任出使俄、德、奧、荷四國大臣。十八年（1892年），任光祿寺卿，十九年調內閣學士兼禮部侍郎銜，俄國出兵佔據帕米爾地區薩雷闊勒嶺以西二萬平方公里中國領土，許被清政府派為談判代表，駁斥俄國侵略行徑，不得要領。二十一年(1895年)任工部左侍郎。二十三年（1897年），許任德國使臣時，奉清政府命，力阻俄國西伯利亞鐵道經中國領土向南延伸。二十四年（1898年），任總理各國事務衙門大臣兼工部左侍郎，兼任中東鐵路公司督辦；二十五年改吏部右侍郎旋遷左侍郎，又充京師大學堂（今北京大學）總教習，管學大臣。二十六年（1900年），義和團興起，許力阻義和團駐京。八國聯軍攻陷大沽砲台後，清政府利用義和團力量，並派出官兵攻打外國使館，許與徐用儀、袁昶等反對依仗拳民神功對外宣戰，力諫剿拳民，誅縱匪禍首，以退洋兵。
許冒死上書慈禧說：「攻殺使臣，中外皆無成案。」，慈禧大怒，許景澄被定「任意妄奏」、「語多離間」罪名；7月28日，與袁昶被斩首於北京菜市口。宣統元年，追諡文肅。 受业师之一原嘉兴知府瑞琇、礼部尚书贵庆之子。

## 紀念
宣统元年（1909年）五月，时任浙江巡抚增韫请求为許景澄、袁昶和徐用儀三人建立专祠，“予故兵部尚書徐用儀、吏部右侍郎許景澄、太常寺卿袁昶在杭州西湖建立專祠。從浙江巡撫增韞請也。”，于是在杭州西湖建有三忠祠。

### 引用
1. ↑  《重訂同治七年戊辰科會試同年齒錄》
2. ↑  《清史稿·列传二百五十三》：许景澄，字竹筼，嘉兴人。同治七年进士，选庶吉士，授编修。明习时事，大学士文祥以使才荐。光绪六年，诏使日本，遭父忧，未行。服阕，补侍讲。法越之役，条上筹备事宜，上褒纳。十年，出使法德意和奥五国大臣，兼摄比国使务。时海军初创，从德国购造铁舰，未就。景澄躬历船厂，钩稽辑上外国师船表。又言海军宜定屯埠胶州湾，设铁甲砲船大沽口。转侍读，母忧归。
十六年，充出使俄德奥和四国大臣，累迁至内阁学士。先是俄兵游猎，常越界，侵及帕米尔地，景澄争之，俄援旧议定界起乌什别里山，自此而南属中国，其西南属俄。俄人则欲以萨雷阔勒为界。相持三载，俄始允改议，其帕界未定以前，各不进兵，以保和好。因著帕米尔图说、西北边界地名考证，为他日界约备。擢工部侍郎。是时俄、德迫日人还辽东，景澄曰：“俄谋自便，德图偿报，事故从此多矣！”疏请分遣两使，从之。
二十三年，调充德国使臣。会俄建西比利亚铁道，谋自黑龙江达海参崴，朝议拒之，乃更名商办，许中国投赀五百万，所谓东清铁路公司也。诏景澄综其事，力阻路线南溢，稽察运船毋漏税。已而俄人索租旅顺，充头等公使，会驻俄使臣杨儒定议俄都。事竣，移疾归，召授总理各国事务大臣兼礼部侍郎。调吏部，充大学堂总教习、管学大臣。意大利索我三门湾，景澄抗言争之，事乃寝。
未几，拳祸作，景澄召见时，历陈兵衅不可启，春秋之义，不杀行人，围攻使馆，实背公法。太后闻之动容，而载漪等斥为邪说。联军偪近畿，景澄等遂坐主和弃市。宣统元年，追谥文肃。
3. ↑  .   [2021-12-16]. （原始内容存档于2022-10-12）.

## 延伸阅读
[在维基数据编辑]
 《清史稿/卷466》，出自趙爾巽《清史稿》
 在维基共享资源阅览影像

## 外部連結
- 許景澄 Archive.today的存檔，存档日期2012-12-22 中研院史語所

| 官衔          | 官衔                                                                                          | 官衔                |
| ------------- | --------------------------------------------------------------------------------------------- | ------------------- |
| 前任： 李端遇 | 光祿寺卿（漢） 光緒十八年八月三日－光緒十九年三月十六日 （1892年9月23日－1893年5月1日）       | 繼任： 沈恩嘉       |
| 前任： 汪鳴鑾 | 工部左侍郎（漢） 光緒廿一年六月十日－光緒廿五年五月九日 （1895年7月31日－1899年6月16日）      | 繼任： 梁仲衡（署） |
| 前任： 徐會灃 | 吏部右侍郎（漢） 光緒廿五年五月九日－光緒廿五年十一月廿六日 （1899年6月16日－1899年12月28日） | 繼任： 陳學棻       |
| 前任： 徐會灃 | 吏部右侍郎（漢） 光緒廿五年十一月廿六日－光緒廿六年七月三日 （1899年12月28日－1900年7月28日） | 繼任： 陳學棻       |
| 外交職務      |                                                                                               |                     |
| 前任： 李鳳苞 | 出使德國欽差大臣 兼驻法、意、荷、奥；1885年兼驻比国 1884年4月28日－1877年6月23日              | 繼任： 呂海寰       |